# San Cipriano Valdarno
San Cipriano è un villaggio situato nel Valdarno Superiore, frazione del comune di Cavriglia, provincia di Arezzo.
In realtà il vero nome del villaggio, o meglio della sede parrocchiale ivi presente già dal XII secolo è San Cipriano in Avane
Infatti la zona in cui sorge era un tempo conosciuta come Avane, il cui significato ha due possibili interpretazioni etimologiche: la prima ha origine dall'etrusco in cui il termine Avane era dato a luoghi genericamente paludosi. 
La seconda interpretazione, invece, ci giunge da Emanuele Repetti che nel suo Dizionario geografico fisico storico della Toscana indica come Avane delle zone boscose destinate alla caccia (dal latino «ad vanendum») probabilmente di proprietà di nobili o signori dell'epoca.

## La diga
È di proprietà dell'Enel, da cui fu costruita nei primi anni del 1950 appositamente per raccogliere alcuni corsi d'acqua, il maggiore proviene da Gaville, a carattere torrentizio in un invaso di circa 3.000.000 metri cubi.
La sua unica funzione è quella di portare acqua alla limitrofa Centrale Termoelettrica Santa Barbara, indispensabile per il raffreddamento della stessa.
La diga si avvale di un'integrazione proveniente dal pompaggio di acqua sulla riva dell'Arno nei pressi di San Giovanni Valdarno utile in caso di insufficienza dell'afflusso dal bacino imbrifero.
Nonostante sia ben rifornita, in alcune estate particolarmente calde, emerge dallo specchio d'acqua il vecchio paesaggio immerso da oltre 50 anni.
Si riesce a scorgere ed a riconoscere l'antico edificio dove si producevano mattoni e tutto intorno i filari delle viti disposte come se fossero ancora produttive.

## Storia

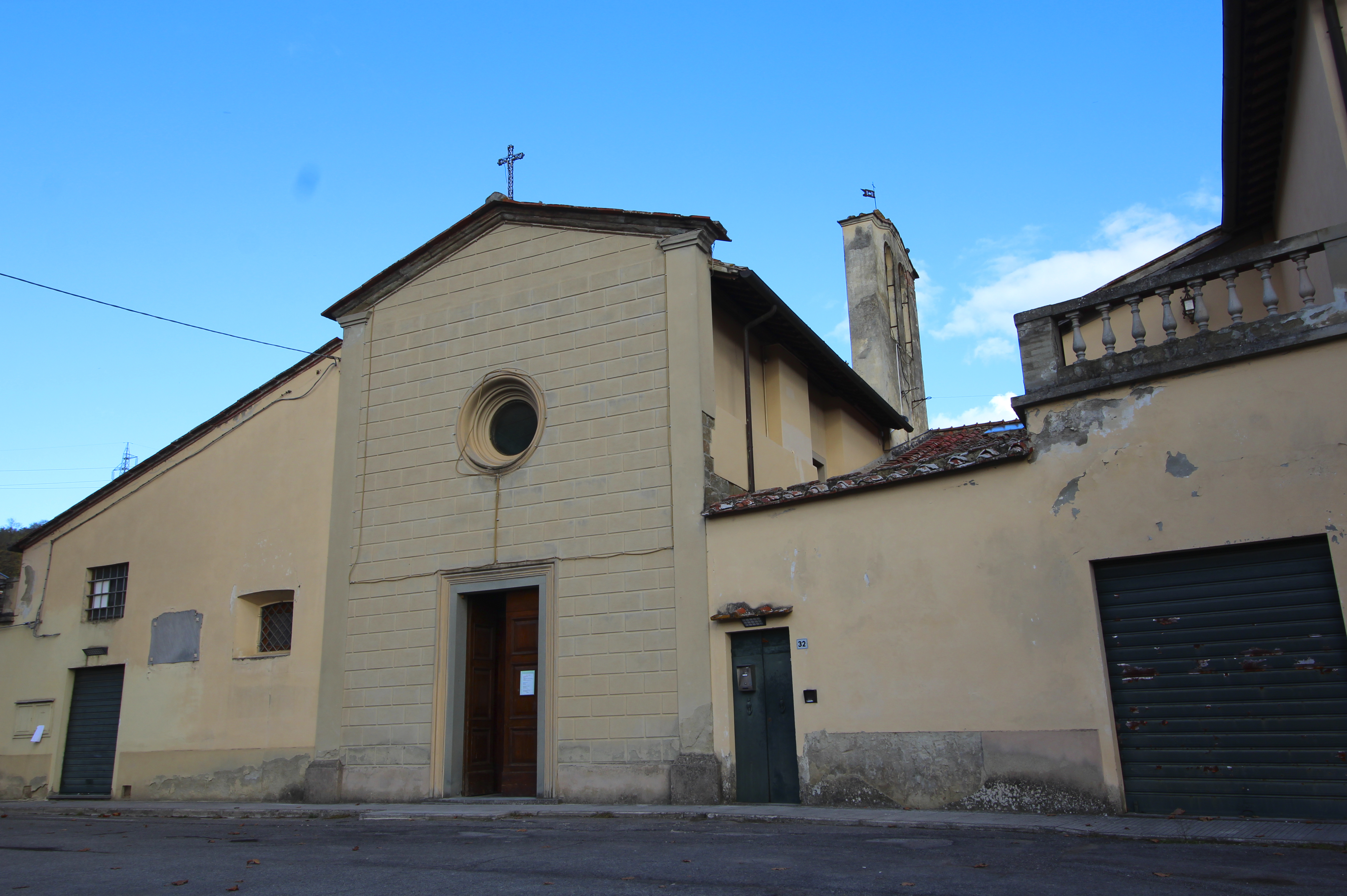
La chiesa San Cipriano in Avane

Questa piccola comunità affonda le sue origini in epoche molto lontane. Sembra infatti da alcuni studi che San Cipriano sia stata fondata dai Longobardi prima dell'inizio del 900 d.C., per essere poi ereditata dalla comunità locale intorno agli inizi del Duecento. In origine era anche detto in Pian Franzese e faceva parte del Piviere di Gaville, anch'esso di origine longobarda. Questa contrada, per essere pianeggiante a mezza costa del monte, fu detta Pian d'Avane e la sua chiesa aveva un ricco patrimonio culturale che il pontefice Leone X ammensò al capito di San Lorenzo a Firenze, tramite la bolla del 15 marzo 1520. In questo periodo la parrocchia di San Cipriano in Avane divenne padronato di detta Collegiata, e contava 85 abitanti. Il borgo a trazione esclusivamente agricola, si è conservato fino ai giorni nostri e solo nella seconda metà del Novecento ha conosciuto una forte espansione urbanistica e demografica. Dell'epoca originaria rimane la chiesa ed il piccolo agglomerato urbano circostante.